# Psychoda latisternata
Psychoda latisternata és una espècie d'insecte dípter pertanyent a la família dels psicòdids que es troba a Àfrica: Kenya.